# 성경의 특성
성경의 특성은 16세기의 종교 개혁가들이 오직 성경(sola Scriptura)만이라는 슬로건을 강조하면서 신학과 교회를 세롭게 정립하면서 성경의 특징들 정립하였다.

## 귄위성
로마 가톨릭교회는 자신들의 교회의 권위가 성경보다 더 위에 있다(ecclesia supra verbum Dei)고 주장한다. 로마교회는 교회가 성경을 산출했으니 성경의 존재와 권위는 자신들의 교회에 의하여 주어지는 것이라고 주장한다. 그러나 성경은 하나님의 감동으로 하나님으로부터 주어진 권위의 말씀이다. 하나님의 영감된 말씀은 절대적 권위를 갖는다. 어떤 사람이나 조직이나 회의에 의해 그 권위가 좌지우지되지 않는다. 교회는 하나님의 말씀으로부터 태어났다(Ecclesia nata est ex Dei verbo). 하나님의 말씀으로 교회가 시작되었다. 그러므로 성경이 교회에게 말씀하시는 것이지 교회가 성경에게 말하는 것이 아니다. 하나님의 말씀은 교회보다 위에 있다(Verbum supra ecclesiam). 개혁자들은 이런 주장들을 가지고 유형 교회인 로마 가톨릭교회의 권위보다 성경의 우선권을 확신하였다. 특히 로마교회가 사도적 권자로부터(ex cathedra) 교황의 결정을 무오하다고 주장하는 것은 잘못이다. 그것은 자신들의 최종 결정을 성경의 권위와 동등하게 두는 잘못된 실수이다.

## 필요성
로마 가톨릭은 교회가 성경을 필요로 하는 것이 아니라 성경이 교회를 필요로 한다고 잘못 주장한다. 교회가 없다면 성경도 없다는 것이다. 몬타누스파, 재세례파 그리고 제네바의 방임파는 성경의 필요성을 부정하고 신자의 마음속에서 말하는 성령의 말씀인 내적 광명을 더 권위 있게 여긴다. 예수께서 “율법의 일점일획이라도 없어지지 아니하고 다 이루리라”(마 5: 18)고 말씀하신 것은 성경 자체의 존재와 권위의 유일성을 드러낸다.

## 명료성
로마 가톨릭은 성경을 이해하는 데 있어서 애매 모호성을 말한다. 로마교회의 입장을 대변한 에라스무스는 루터와 자유의지에 관해 논쟁하면서 성경은 어두움의 책이라고 했다. 성경의 전문 학자만이 성경을 해석할 수 있다고 한다. 물론 로마 가톨릭교회는 난해성을 강조하고 트렌트 회의에서 평신도의 성경 해석을 금하였다. 그러나 구원에 필요한 내용은 단순하고 이해하기 쉽게 되어 있으므로, 누구에게나 이해가 가능하다.
비록 성경 가운데는 인간이 이해하기 어려운 신비로움이 있는 것은 사실이나 진실하게 구원을 갈망하는 자에게 필요한 구원의 지식은 ‘명료(明瞭)’하게 드러나 있다. 성령님의 조명을 통하여 성경을 성경으로 이해할 수 있다. 그러므로 교회나 사제의 해석에 의존하지 않고도 누구든지 용이하게(facilitas) 구원의 도리를 알 수 있다(시 19: 7). 칼빈은 성경을 간결하고 용이하게(brevitas et facilitas) 해석하는 방법을 주장한다. 명료성은 종교개혁자들의 ‘성경은 성경으로 해석해야 된다’는 성경 해석학의 근원이다. 성경은 구원을 위해서는 분명하다.

## 충족성
성경은 그 자체로 하나님의 충분한 계시이다. 다른 인간적 문헌에 의존할 필요가 없다. 성경 이외에 그 어떤 것도 성경과 동등한 권위를 갖지 못한다. 가톨릭이 유전(전통), 교회의 선언문 그리고 기도문을 주장하고, 재세례파가 내적 조명의 필요성을 주장하나 성경은 그 자체로 개인의 구원과 교회의 영적·도덕적 욕구를 위해 아주 ‘충족’하다(시 119: 105)

## 같이 보기
- 성경
- 오직 성경
- 정경

## 참고 문헌
- 안명준, 한눈에 보는 성경 조직신학, 2014: 기쁜날.